# Шалейла, Донна
Донна Эдна Шалейла (англ. Donna Edna Shalala; род. 14 февраля 1941, Кливленд, Огайо) — восемнадцатый министр здравоохранения и социальных служб США. Была президентом Университета Майами и Висконсинского университета, а также главой Фонда Клинтона.

## Биография
Родилась в семье выходцев из Ливана, отец — бакалейщик Джеймс Абрахам Шалейла, а мать — адвокат Эдна Смит. Выросла в Кливленде, штат Огайо. Вместе со своей сестрой-близнецом училась в технической школе, которую окончила в 1958 году. Она затем обучалась в Западном колледже для женщин в Огайо, где получила в 1962 году степень бакалавра искусств. В 1968 году получила степень магистра в Сиракузском университете, а в 1970 году — степень доктора философии.
Шалейла начала преподавательскую деятельность в колледже Барух, вступила в Американский профсоюз преподавателей. С 1972 по 1979 год преподавала политологию в Колумбийском университете. Одновременно с 1977 по 1980 год она занимала должность помощника секретаря по разработке политики и исследованиям в Департаменте США Жилищного строительства и городского развития во время руководства президента Джимми Картера.
Опыт Шалейлы в управленческой деятельности начался с 8 октября 1980 года, когда она была избрана 10-м президентом Колледжа Хантера, где проработала в этой должности до 1988 года. Затем была главой Университета Висконсин-Мэдисон с 1988 по 1993 год.
С 1992 по 1993 год была председателем Фонда защиты детей. 22 января 1993 года возглавила Министерство здравоохранения и социальных служб США в администрации президента Билла Клинтона. Руководила министерством на протяжении 8 лет, что стало самым длительным сроком в истории ведомства. В 1996 году Шалейла была дежурным кандидатом президента, когда Клинтон выступал с Посланием президента. На посту министра занимала жёсткую антинаркотическую позицию. По мнению газеты Washington Post, является самым успешным министром здравоохранения современного времени.
С 1 июня 2001 по 16 августа 2015 года была ректором университета Майами. С 2015 по 2017 год возглавляла благотворительный Фонд Клинтона.